# Violinkonzert (Berg)
Das Violinkonzert Dem Andenken eines Engels (1935) ist ein Konzert für Violine und Orchester von Alban Berg. Es gehört mit der Oper Wozzeck zu den bekanntesten Werken des Komponisten.

## Werkgeschichte

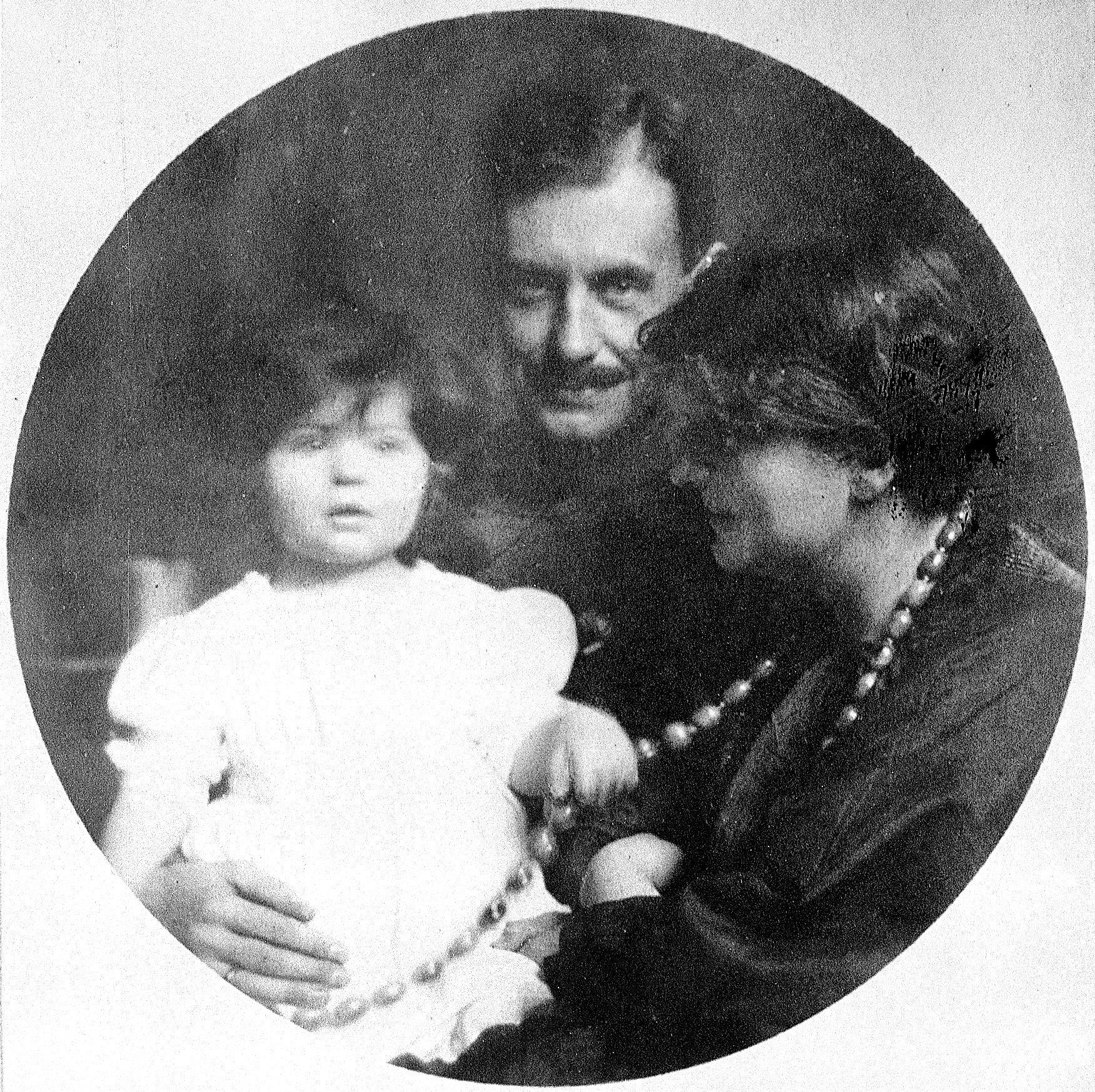
Manon Gropius, Walter Gropius und Alma Mahler (1918)

Im Februar 1935 hatte der amerikanische Geiger Louis Krasner ein Violinkonzert in Auftrag gegeben. Da Berg noch an der Komposition der Oper Lulu arbeitete, und auch weil er sich über die Form des Konzerts zunächst unschlüssig war, blieb er zunächst untätig, bis er Ende April die ihn zutiefst erschütternde Nachricht vom Tod der 18-jährigen, an Kinderlähmung erkrankten Manon Gropius erhielt, der Tochter Alma Mahler-Werfels aus der Ehe mit dem Architekten Walter Gropius.
Berg setzte ihr mit dem Violinkonzert ein musikalisches Denkmal, komponiert mit dem Vorsatz, „Wesenszüge des jungen Mädchens in musikalische Charaktere umzusetzen“.
Die Komposition wurde am 23. Juli 1935 im Particell abgeschlossen und die Reinschrift der Partitur am 11. August beendet. Das Violinkonzert ist Bergs letztes vollendetes Werk. Die Uraufführung fand nach Bergs Tod am 19. April 1936 mit Louis Krasner unter der Leitung von Hermann Scherchen auf dem Musikfest im Palau de la Música Catalana in Barcelona statt.

## Besetzung
Die Besetzung des Konzerts besteht aus der Solovioline, 2 Flöten (beide auch Piccoloflöten), 2 Oboen (eine auch Englischhorn), Altsaxophon (auch Klarinette), 2 Klarinetten, Bassklarinette, 2 Fagotten, Kontrafagott, 4 Hörnern, 2 Trompeten, 2 Posaunen, Tuba, Pauken, Schlagwerk, Harfe und Streichern.
Die Aufführungsdauer beträgt ca. 25 min.

## Werkbeschreibung

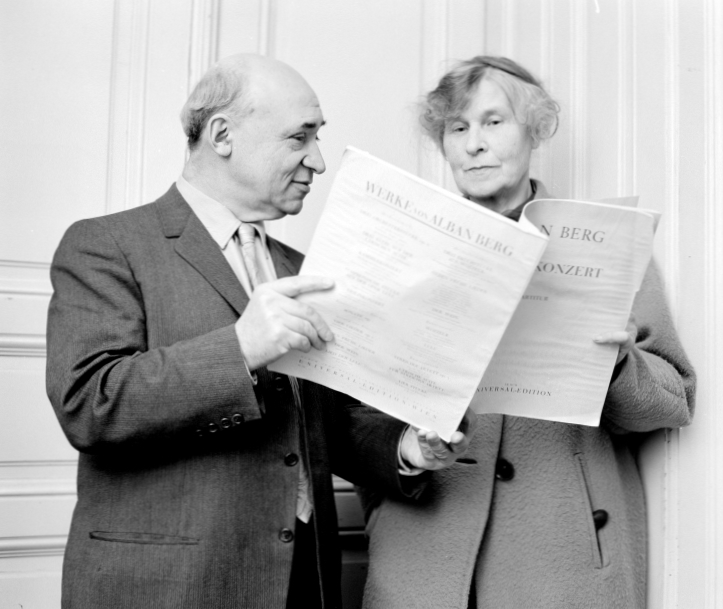
Louis Krasner und Helene Berg mit der Partitur (1961)

Das Werk ist zweisätzig und dabei jeweils durch verschiedene Tempi noch einmal unterteilt.
Der 1. Satz (Andante – Allegretto) soll Manons kurzes Leben nachzeichnen, eine eingebaute schlichte Kärntner Volksweise verweist auf die Kindheit, als Berg Manon in Kärnten das erste Mal begegnete.
Berg zeichnete mit dem 1. Satz ein „musikalisches Portrait“ Manons. Die Musik ist von liebreizend-sanfter Natur, im Allegretto stellt Berg die nervös-heiteren, sanguinischen Wesenszüge des Mädchens dar, wobei er zudem Zitate aus dem Wiener Walzer verwendet.
Der 2. Satz (Allegro, ma sempre rubato, frei wie eine Kadenz – Adagio) ist eine Musik des Sterbens und der Verklärung. Diese Wirkung wird durch das abschließende Zitat des Bach-Chorals Es ist genug aus der Kantate O Ewigkeit, du Donnerwort, BWV 60, verstärkt.

In der Zwölftonreihe des Violinkonzertes enthaltene Dur und moll-Klänge

Dem Werk zugrunde liegt eine Zwölftonreihe (siehe Zwölftonmusik), die sich als Verschachtelung eines g-Moll-, D-Dur-, a-Moll- und E-Dur-Dreiklangs beschreiben lässt, an die eine Ganztonfolge anschließt.
Die Dreiklangsgrundtöne stehen zueinander im Verhältnis einer reinen Quinte.
Die Ganztonfolge am Ende der Grundreihe bildet auch die ersten vier Töne der Choralmelodie Es ist genug.
Darüber hinaus kann die aufsteigende Gestalt der Reihe als „Himmelsleiter“ verstanden werden, im Sinne einer mystischen Anschauung des Lebens nach dem Tod.
Das Bach-Zitat steht programmatisch am Ende („Es ist genug, Herr wenn es dir gefällt, so spanne mich doch aus [...]“). Zuvor flicht Berg ein Kreuzmotiv in Form des B-a-c-h-Motivs ein.

## Zahlensymbolik
Berg hatte eine große Vorliebe für Jahreszahlen und Daten, die er dann auch in seinen Werken verwendete.
So besteht der 2. Satz des Violinkonzerts aus 230 Takten. Die Zahl 23 stellte eine wichtige Zahl für Berg dar: Viele seiner Werke wurden am 23. eines Monats vollendet, und er erlitt seinen ersten Asthmaanfall am 23. Juli 1908.
Auch die 22 (das Todesdatum Manons: 22. April) wird in seinem Werk verwandt:
- Nach der 22-taktigen Rubato-Kadenz folgt in Takt 23 das Motiv des Todes, eine dem Tango angelehnte rhythmische Zelle (vgl. Totentanz).
- Die Bach-Choral-Verarbeitung „Es ist genug! so nimm, Herr, meinen Geist“ umfasst bei Berg 22 Takte – bei Ahle/Bach lediglich 20 Takte.[1]
- Die Widmung Dem Andenken eines Engels hat 22 Buchstaben.
- Das B-a-c-h-Motiv erklingt in Takt 222 des 2. Satzes (nacheinander folgen die Töne b, a, c, h).
- Die zehntaktige Introduction ist in Quinten aufgebaut. Der reinen Quinte liegt das Zahlenverhältnis 3:2 zugrunde (siehe Intervalle).
- Die Tempoangabe von 69 Schlägen pro Minute wird mehrfach verwendet (69 = 3 × 23).

Weiter ist interessant, dass der Schlussakkord aus 18 Tönen besteht, was auf die Lebensjahre Manons hindeuten kann.

## Rezeption
Luise Rinser beschreibt das Werk als Bergs „Abschied von der Welt, […] von allem, was er liebt“ und fügt hinzu, es sei „sein Abschiedsblick auf die sterbende Kultur, in der es Bach und Mozart und Gott und Sicherheit gab. Aber da, am dunkelsten Punkt […] wagt einer einen Aufsprung. […] In die Unsicherheit. Und sieh da: sie trägt!“